# Francis Langhorne Dade
Pour les articles homonymes, voir Langhorne et Dade.

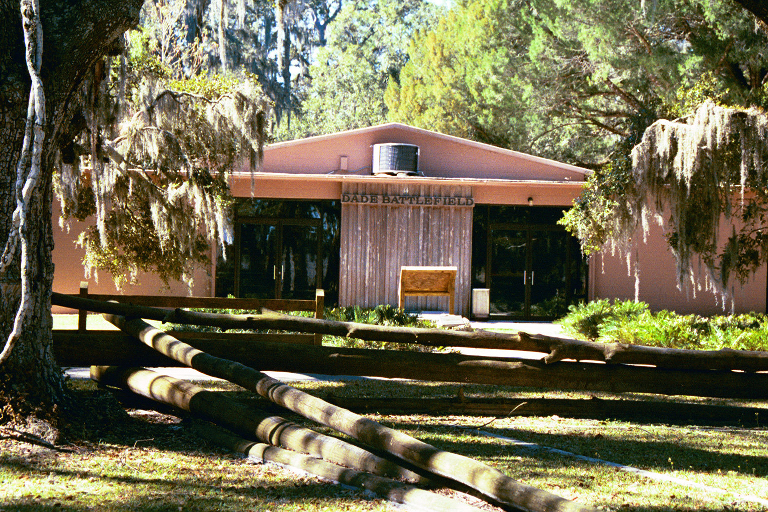
Office de tourisme au Dade Battlefield Historic State Park

Francis Langhorne Dade (1793? – 28 décembre 1835) est un officier de l'Armée américaine appartenant au 4e régiment d'infanterie pendant la seconde guerre séminole. Il fut tué lors d'un affrontement contre les Amérindiens, appelé massacre de Dade.